# 이브닝 (영화)
《이브닝》(영어: Evening)은 2007년에 개봉한 미국의 드라마 영화이다. 수전 마이넛의 원작 동명 소설을 마이넛 본인과 마이클 커닝햄이 공동 각색하고, 콜터이 러요시 감독이 연출했다.

## 줄거리
영화는 1950년대와 현재를 오가며 이야기가 전개된다. 현재 시점에서 죽음을 앞둔 앤 그랜트 로드는 과거를 회상하며 그녀가 전에 언급하지 않았던 사람들에 대한 이야기를 한다. 딸들인 콘스턴스와 니나는 앤이 망상에 빠져 있는 것이 아닐까 생각한다.
젊은 시절 카바레 가수였던 앤은 친구인 라일라 위튼번과 칼 로스의 결혼식에 참석하기 위해 라일라의 로드아일랜드주 뉴포트 집을 방문한다. 라일라의 오빠이자 앤의 대학 친구인 버디는 앤에게 예전에 집안에서 일한 하인의 아들이며 라일라가 어릴 적부터 좋아해 온 해리스 아든을 소개한다. 버디는 라일라가 사랑이 아닌 의무감 때문에 결혼하는 것 같다고 걱정한다. 버디가 술에 취해 뻗어 있는 사이 앤과 해리스는 대화를 나누며 서로에게 끌린다.
결혼식 당일 라일라는 앤에게 해리스에게 감정을 고백했지만 거절당했다고 말하고 계획대로 칼과 결혼한다. 피로연에서 앤은 노래를 부르고 해리스가 함께 무대에 오른다. 둘이 가까워지는 모습을 본 버디는 화를 내다가 뜻밖에도 해리스에게 기습적으로 키스한다. 라일라는 새 남편과 신혼여행을 떠날 준비를 하고, 앤은 라일라가 도망치도록 돕겠다고 제안하지만 라일라는 거절한다.
버디는 앤에게 어릴 적부터 해리스를 좋아했지만, “그런 감정”은 아니었다고 고백한다. 그러면서 앤을 수년간 사랑해 왔다고 말하며, 예전에 앤이 건넨 쪽지를 계속 간직해 온 점을 그 증거로 제시한다.
젊은 하객들은 술에 취해 춤을 추고 절벽에서 바다로 뛰어든다. 그러나 버디가 수면 위로 떠오르지 않아 소동이 벌어진다. 버디가 절벽 위에서 모습을 드러내자 앤은 버디의 장난에 화를 내며 그가 자신을 진정한 사랑으로 그리면서 실은 그를 통해 다른 사람에 대한 감정을 억누르고 있다고 비난한다. 앤은 자리를 박차고 나가 해리스와 그의 은신처에서 사랑을 나눈다.
앤을 찾아 헤매던 버디는 길에서 차에 치이는 사고를 당하고, 결국 죽는다. 다음 날 아침 아무것도 모른 채 농담을 하며 배를 타고 떠날 생각을 하던 앤과 해리스는 버디의 죽음을 알게 된다.
현재 시점에서 라일라가 앤을 위로하고 과거를 추억하기 위해 앤을 찾아온다. 앤은 뉴욕에서 해리스와 우연히 마주쳤던 날을 떠올린다. 앤에게는 딸이 있었고 로스앤젤레스로 이사하기 직전이었으며, 해리스는 결혼하여 아들이 있었다. 해리스가 앤에게 여전히 사랑한다고 고백한 뒤 둘은 우호적으로 작별 인사를 하였다.
라일라는 니나에게 해리스에 대한 이야기를 해주면서, 앤은 인생에서 그 어떤 실수도 하지 않았다고 안심시킨다. 앤은 침대 곁의 니나에게 행복한 삶을 살라고 격려한다. 니나는 드디어 용기를 내 남자친구 루크에게 임신 사실을 알리고, 루크는 기뻐하며 콘스턴스에게도 소식을 전하며 항상 니나의 곁에 있겠다고 약속한다. 기쁨에 젖어 있는 이들에게 앤의 간호사가 앤과 마지막 작별 인사를 하라고 권한다.

## 출연진
1950년대
- 클레어 데인스 - 젊은 앤 그랜트 역
- 메이미 거머 - 젊은 라일라 위튼번 역
- 패트릭 윌슨 - 해리스 아든 역
- 휴 댄시 - 버디 위튼번 역
- 글렌 클로스 - 위튼번 부인 역: 라일라의 엄마.
- 배리 보스트윅 - 위튼번 씨 역

현재
- 버네사 레드그레이브 - 노년의 앤 그랜트 로드 역
- 토니 콜렛 - 니나 마스 역
- 너태샤 리처드슨 - 콘스턴스 코니 해버퍼드 역
- 메릴 스트리프 - 노년의 라일라 위튼번 로스 역
- 에번 모스배크랙 - 루크 역
- 데이비드 콜 - 핍 역
- 아일린 앳킨스 - 브라운 부인 역

## 기타 제작진
- 협력 제작: 루크 파커 볼스
- 배역: 케리 바든, 빌리 홉킨스, 수잰 크롤리
- 미술: 캐럴라인 해내니아
- 의상: 앤 로스

## 우리말 녹음
KBS 성우진 (2009년 5월 15일)
- 유남희 - 젊은 앤(클레어 데인스)
- 임은정 - 니나(토니 콜렛) / 라일라의 엄마(글렌 클로스)
- 이규화 - 해리스(패트릭 윌슨)
- 김일 - 버디(휴 댄시)
- 안경진 - 코니(너태샤 리처드슨)
- 이선영 - 노년의 앤(버네사 레드그레이브)
- 장유진 - 노년의 라일라(메릴 스트리프)
- 은미 - 젊은 라일라(메이미 거머)
- 장우영 - 간병인 브라운(아일린 앳킨스)
- 오세홍 - 버디와 라일라의 아버지(배리 보스트윅) / 필(크리스 스택)
- 이규석 - 루크(에번 모스배크랙) / 레이(척 쿠퍼)
- 오인실 - 피치(셰릴 린 바워스)